# Presika (Vrbovsko)
Pour les articles homonymes, voir Presika.
Presika est une localité de Croatie située dans la municipalité de Vrbovsko, comitat de Primorje-Gorski Kotar. En 2001, la localité comptait 18 habitants.

## Démographie
| 1948 | 1953 | 1961 | 1971 | 1981 | 1991 | 2001 |
| ---- | ---- | ---- | ---- | ---- | ---- | ---- |
| 70   | 78   | 72   | 50   | 35   | 29   | 18   |